# Coelichneumon mayri
Coelichneumon mayri är en stekelart som först beskrevs av Peter Friedrich Ludwig Tischbein 1873.  Coelichneumon mayri ingår i släktet Coelichneumon och familjen brokparasitsteklar. Inga underarter finns listade i Catalogue of Life.